# Пеньков Володимир Іванович
Пенько́в Володи́мир Іва́нович (нар. 16 серпня 1958, Шелудьківка, СРСР — 26 грудня 2020) — радянський та український військовик, генерал-лейтенант, екс-начальник Національної академії Національної гвардії України (2014—2016). Кавалер ордена «За заслуги» III ступеня.

## Життєпис
Володимир Пеньков народився у селі Шелудьківка, що на Харківщині. Військову службу розпочав у 1975 році. У 1979 році закінчив оружейно-технічний профіль Харківського вищого військового училища тилу МВС СРСР. У 1990 році став випускником Військово-артилерійської академії. Проходив службу на посадах командира артилерійсько-зенітного взводу, начальника навчально-виробничої майстерні озброєння і хімічного майна, начальника служби артилерійського озброєння.
Протягом педагогічної кар'єри обіймав посади викладача, старшого викладача, старшого викладача — начальника артилерії, заступника начальника навчального відділу, начальника навчального та методичного відділу, начальника навчально-методичного центру Академії внутрішніх військ МВС України. У травні 2008 року призначений заступником начальника академії з навчальної та методичної роботи.
24 березня 2011 року Володимиру Пенькову було присвоєно звання генерал-майора.
У 2014 році очолив Національної академії Національної гвардії України. Наприкінці грудня 2016 року був звільнений з посади очільника Академії та призначений начальником управління контролю діяльності військ Головного управління Національної гвардії України.
Помер від ускладнення хвороби COVID-19.

## Нагороди
- Орден «За заслуги» III ст. (20 березня 2007) — за вагомий особистий внесок у зміцнення законності та правопорядку, зразкове виконання військового і службового обов'язку у захисті конституційних прав і свобод громадян та з нагоди 15-ї річниці заснування внутрішніх військ МВС України[4]
- Медаль «За військову службу Україні»
- Медаль «70 років Збройних Сил СРСР»
- Медаль «За бездоганну службу» II ст. (СРСР)
- Медаль «За бездоганну службу» III ст. (СРСР)